# ナスタアリーク体

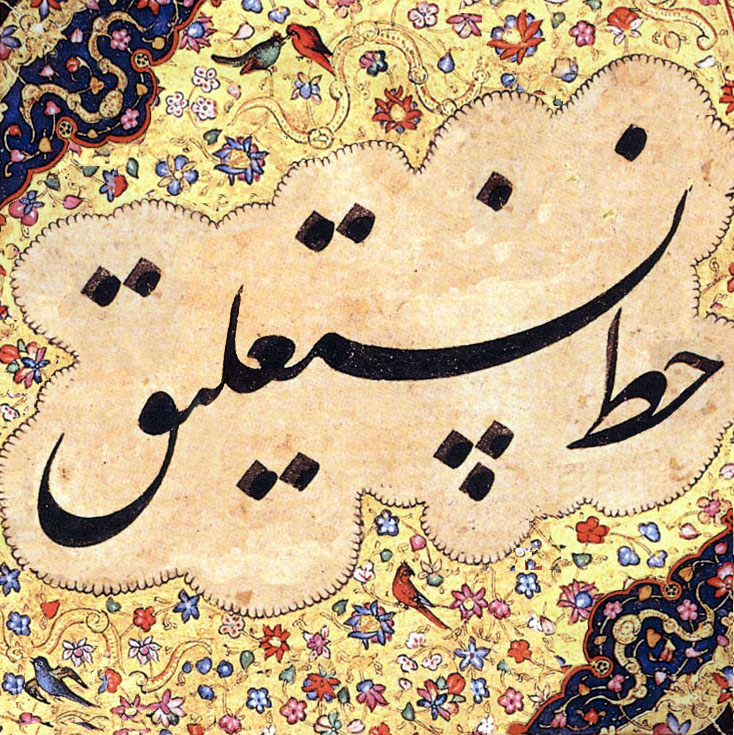
ナスタアリーク体を用いて （ペルシア語で「ナスタアリーク体」の意）と書いた書道作品。ミールエマードの作例に倣って を長い横線とその下の3つの点で示している。

ナスタアリーク体（ナスタアリークたい、ペルシア語: خط نستعلیق, ラテン文字転写: ḵaṭṭ-e nastaʿlīq）は、アラビア文字の書体の一つ。ナスタリーク体、ナスターリーグ体などともカナ書きされ、別名でファールスィー体あるいはペルシア書体ともいう。筆記に適した流麗な書体である（#特徴）。文学作品によく用いられ、地域的にはイラン以東でよく使われる（#使用）。ナスフ書体とタアリーク書体、2つの書体を組み合わせ、14世紀後半にイラン＝ペルシア文化の中で開発された（#歴史）。

## 特徴

図１．ナスタアリーク体のプロポーションを示す図

ナスタアリーク体はアラビア文字の書体のひとつである。ここで「アラビア文字」と呼ぶのは、「アラビア文字体系」Arabic script とも呼ばれ、アラビア語にはないがペルシア語には存在する音韻を表すための文字（چ, ژ など）を含むいわゆる「ペルシア文字」Arabo-Persian script や、アラビア語やペルシア語にはないがウルドゥー語に存在する音韻を表すための文字（ڈ, ے など）を含むいわゆる「ウルドゥー文字」Urdu script を含む一群の文字体系である。むしろ、後述するように、ナスタアリーク書体が好んで用いられるのはアラビア語の筆記においてよりペルシア語やウルドゥー語においてである。
流線型の形状に特徴のある書体である。流麗さ、優雅さに特徴があるともいわれる。アラビア文字を構成する各筆画のうち、まっすぐ引く線は全体の 1/3 から 1/6 に過ぎず、残りは曲線になる。各筆画に丸みを持たせ、全体としては右上から左下に降りてくるような筆運びで書く。
半円を描く筆画の書き方は3種類ほどに分類でき、ص, س, ن の語末形の半円は同じ形に書く。ح, ع, ق の語末形の半円、ل, ي の語末形の半円も、それぞれ、同じ形にする。筆画の長さや大きさは筆画に用いる葦ペンの太さを基準にしてプロポーションが規定されている（図１参照）。
س の段々になっているところ（ちなみにペルシア語で「ダンダーナ」dandāna という）や、ر の書き始め、ج の折り返し点は、紙片の右端のところから書いてもよい。この点は、紙片の右端から大きな間をとって書き始めなければならない他の書体と違うところである。スルス書体では余白を母音記号や飾りで埋め尽くすのに対し、ナスタアリークでは単語の混同の恐れがない限りは母音記号を入れない。スルスでは2以上の単語を組み合わせて書画作品を構成することがあるが、ナスタアリークでは、普通はしない。

## 使用

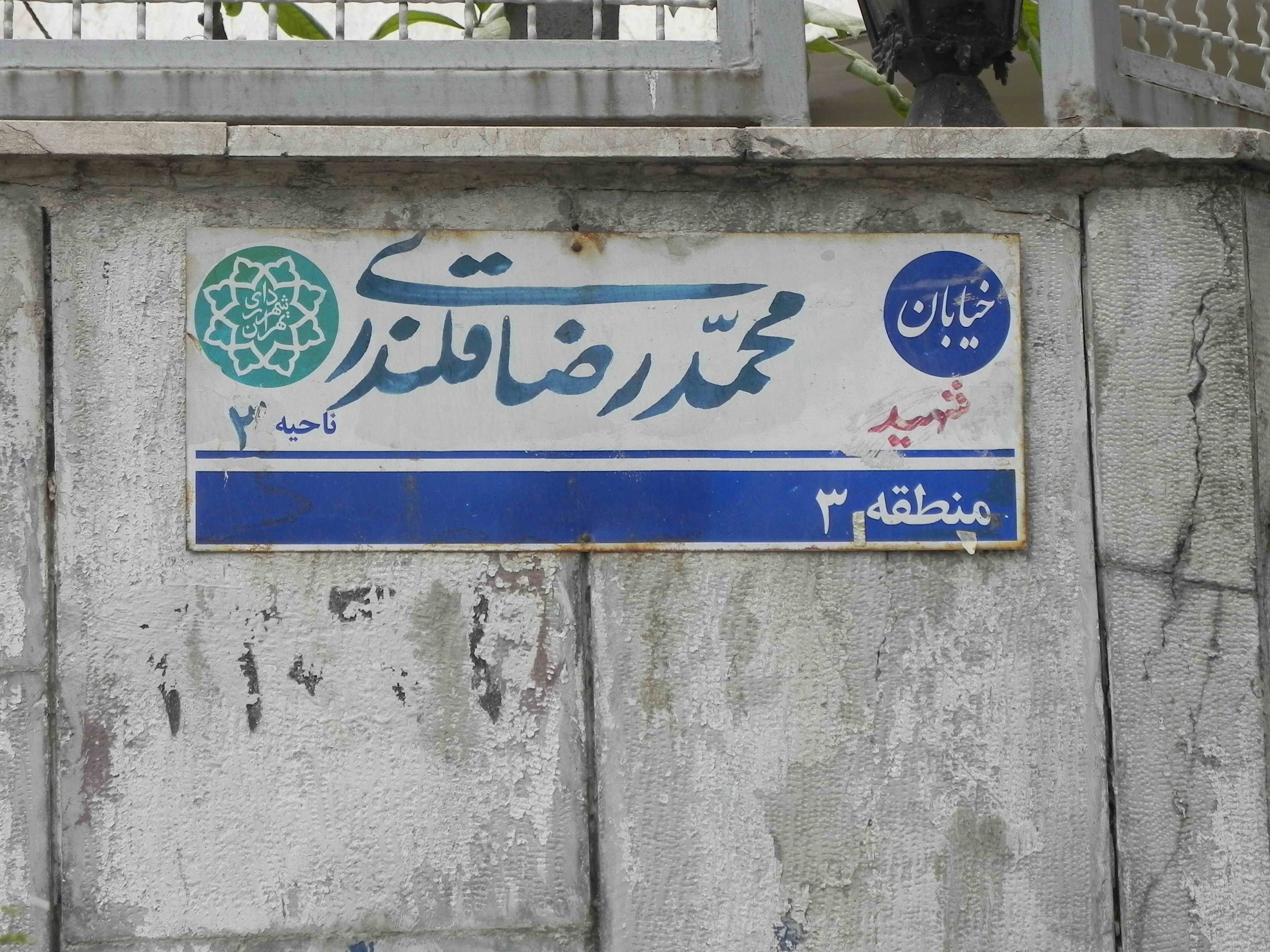
テヘランにある道路標識。街路名などがナスタアリーク体で書かれている。下段の街区名はナスフ体。

ナスタアリーク体には「ペルシアの書体」を意味する「ファールスィー体」ḵaṭṭ-e fārsī いう別名がある。「ペルシア」は現在のイランあたりのことである。ナスタアリーク体はイラン以東（イラン、パキスタン、アフガニスタン、北インド）で好んで用いられる。
地域のほかにも、ジャンルという選好要素もあり、ナスタアリーク体は、ペルシアの詩集など文学的テキストによく使用されている。歴史的には行政文書もナスタアリーク体で記された。

## 他書体との比較
ナスタアリーク体は、ナスフ体とタアリーク体が組み合わさった書体である。ナスフ体はクルアーンのムスハフ（書かれたクルアーン）を制作するための書体である。文字の読み間違いを避けるための工夫がなされている反面、書くスピードが遅い。13世紀に現れたタアリーク体は前後の文字を続けて書いたり、一行が吊られたようにカーブを描いたりすることを許容する書体である。行政庁の文書交換に適した。ナスタアリーク体はそれよりも速く書くことができるうえ、省スペースである。さらに、読みやすいとされる。
ナスタアリーク体からは、さらに手書きのスピードを速めた「シカスタ・ナスタアリーク（シェキャステ・ナスターリーグ）」という書体が派生した。شکستهは「崩れた」という意味で、さらに速記が可能である。ナスタアリークよりもインフォーマルな情報の筆記に用いられる。

## 歴史
ナスタアリーク書体が自然や音楽にインスパイアを受けて発明されたものだという説は、非常に人気がある。優美なラスム線（横方向の筆画）は山や丘の連なり、あるいは、音楽の起伏から連想されたとされる。
また、ナスタアリーク体は15世紀前半の書家ミールアリー・タブリーズィーがナスフ体とタアリーク体を組み合わせて発明したという説もある。この説は「書家たちのスルターン」と呼ばれた17世紀の書家スルターンアリー・マシュハディーも主張する有名な説であるが、学術的には疑わしい。というのも、13世紀に文字が書かれた現存する写本の中から、タアリーク体からじょじょにナスタアリーク体へと接近していくさまが見て取れるためである。ナスタアリーク体は14世紀後半に完成され、ミールアリー・タブリーズィーにより整理・体系化されたとみられる。
ナスタアリーク体には西と東の2つの様式が存在する。東ナスタアリーク体は「ホラーサーン様式」とも呼ばれ、15世紀ティムール朝ヘラート宮廷の官僚であったミールザー・ジャアファル・バーイソンゴリーとその弟子アズハル・タブリーズィーが発展させた様式で、その後、スルターンアリー・マシュハディーがさらに洗練させた。

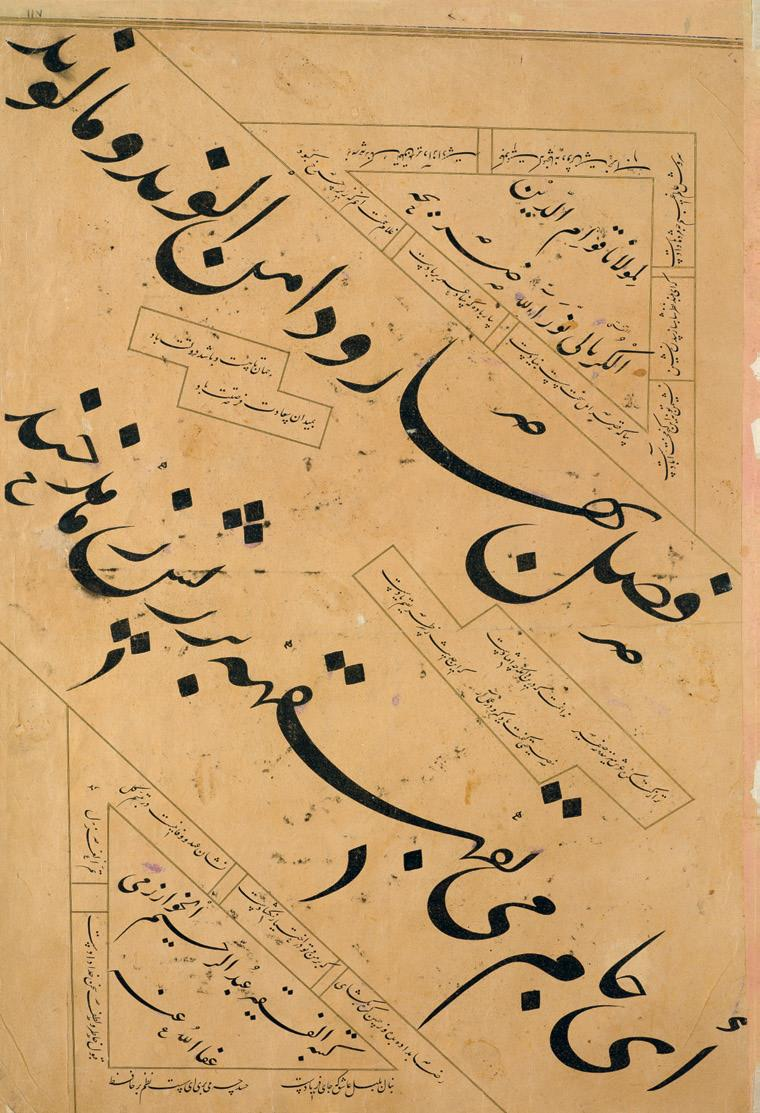
白羊朝アブドゥッラヒーム・イブン・アブドゥッラフマーン・ハーラズミーの書。

他方で西ナスタアリーク体は白羊朝のスルターン・ヤアクーブに仕えた書家アブドゥッラフマーン・ハーラズミーとその息子たちが発展させた様式である。西方様式は極端に長い横線、大きめの半円、とがった造形を特徴としていたが、規格化が不十分で東方様式ほど洗練されていなかったため、ペルシアでは最終的にすたれた。しかしながら、アフガニスタンやインド、パキスタンの書家には西方様式の痕跡がうかがえる場合がある。
15世紀以後、ペルシア人はほとんどの文書をナスタアリーク体で書くようになった。サファヴィー朝期の前半は、ナスタアリーク体、とりもなおさずペルシア書道の盛期とされ、スルターンアリー・マシュハディーや、ミールエマード・ハサニーがすぐれた作品を残した。ことに、アッバース大王の宮廷に仕えた書家、ミールエマードはその書によってナスタアリーク体が洗練を極めたと言われる。
戦乱が続いた18世紀以後、イラン（ペルシア）においてナスタアリーク体を使った書道は低調になる。ミールザー・モハンマドレザー・カルホル（19世紀後半）のようなすぐれた書家が現れて注目が集まることはあった。20世紀に入るとさらに衰退するが、第二次世界大戦後に復興する。主要都市にはどこにでもペルシア書道家協会（Anjoman-e Ḵᵛošnevīsān-e Īrān 直訳はイラン書道家協会）の支部があり、協会が主催するレッスンは多くの生徒を集めて盛況である。
インド、トルコ、エジプトでもある程度はナスタアリーク体が使用された。13世紀ごろから北インドを中心にインド亜大陸の諸所を支配したムスリム政権においては、宮廷で主にペルシア語が話され、行政や文学表現の場においてもペルシア語が主要な言語であった。ムガル帝国ではペルシア語の文書、詩集、手写本が多く作られ、これらはナスタアリーク体で書かれた。その際、本文をナスタアリーク体で書き、引用文をシェキャステ体で書くというスタイルも発展した。20世紀以後はウルドゥー語の文書がナスタアリーク体で書かれる。

## 活字・デジタルメディアとナスタアリーク書体
19世紀にリトグラフが中東に移入されると、イランやインド方面などでは特に古典テキストの刊行される場合、活字以外に書家が石版などにナスターリーグ体で校訂したテキスト本文を書写したものが流通した。イランではさらにナスターリーグ体のもつ曲線美や線の緩急を強調したシャキャステ・ナスタアリーク体と呼ばれる書体が書道や書簡に用いられている。
パキスタンでは、1990年代後半になって電子活字によるナスターリーグ体のフォントが開発・導入されるまで、リトグラフによる手書きの新聞が流通していた。パキスタンでのテレビニュースの字幕などにみるウルドゥー語も、機械のテキストではあるがこの書体で書かれている。

## ギャラリー

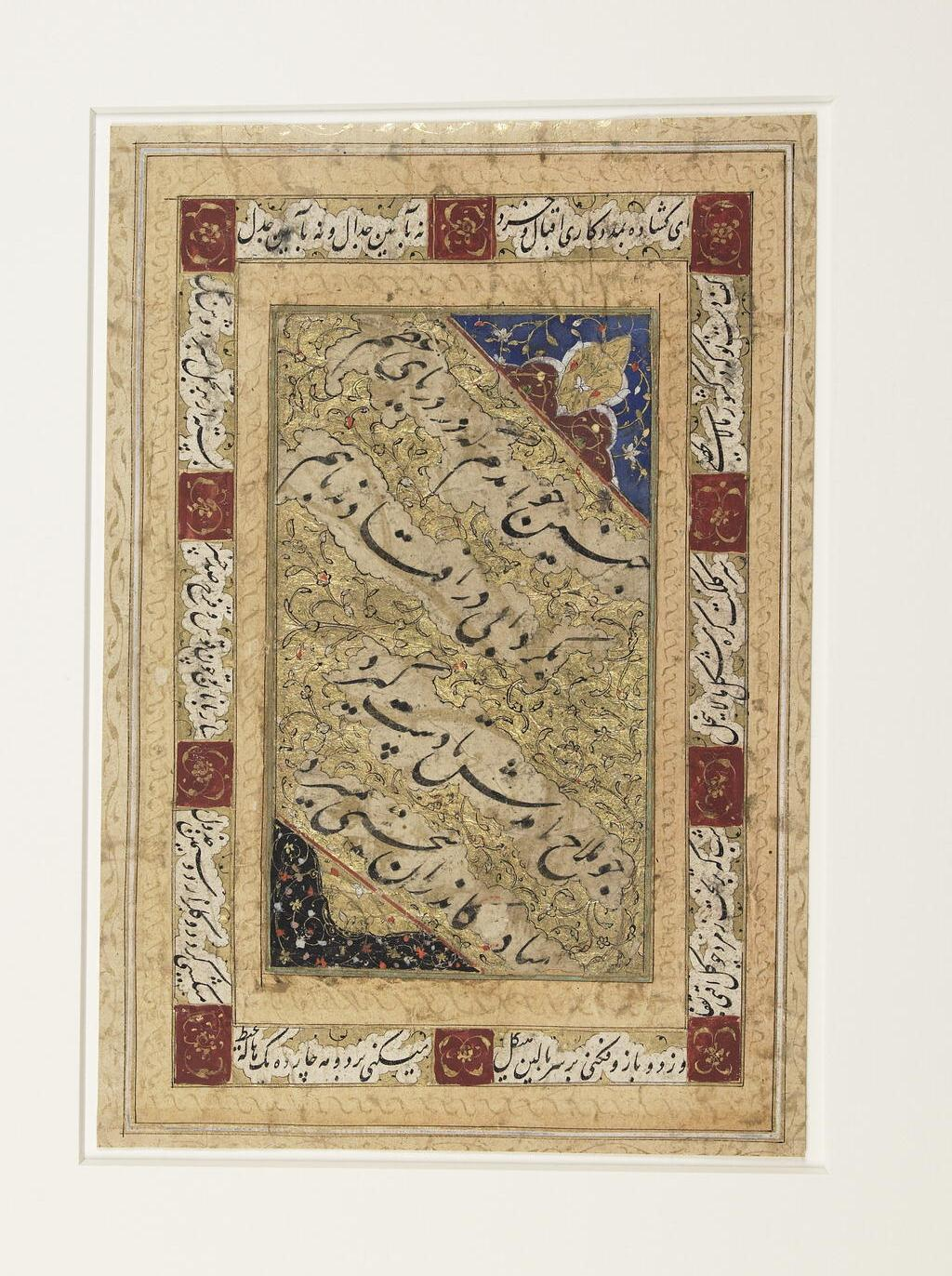
ナスターリーグ体で書かれたサアディーの『果樹園（Būstān）』の一節』
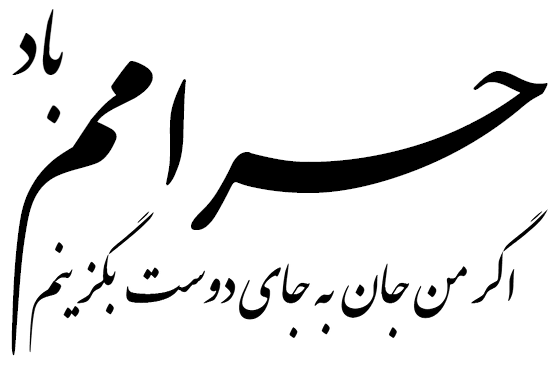
現在のイランのナスターリーグ体
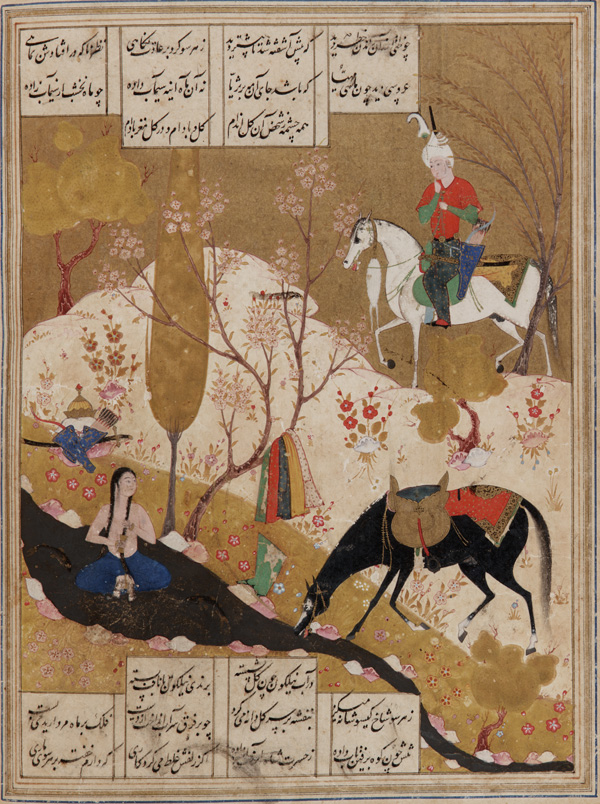
ニザーミー・ギャンジャヴィーの『ホスローとシーリーン』
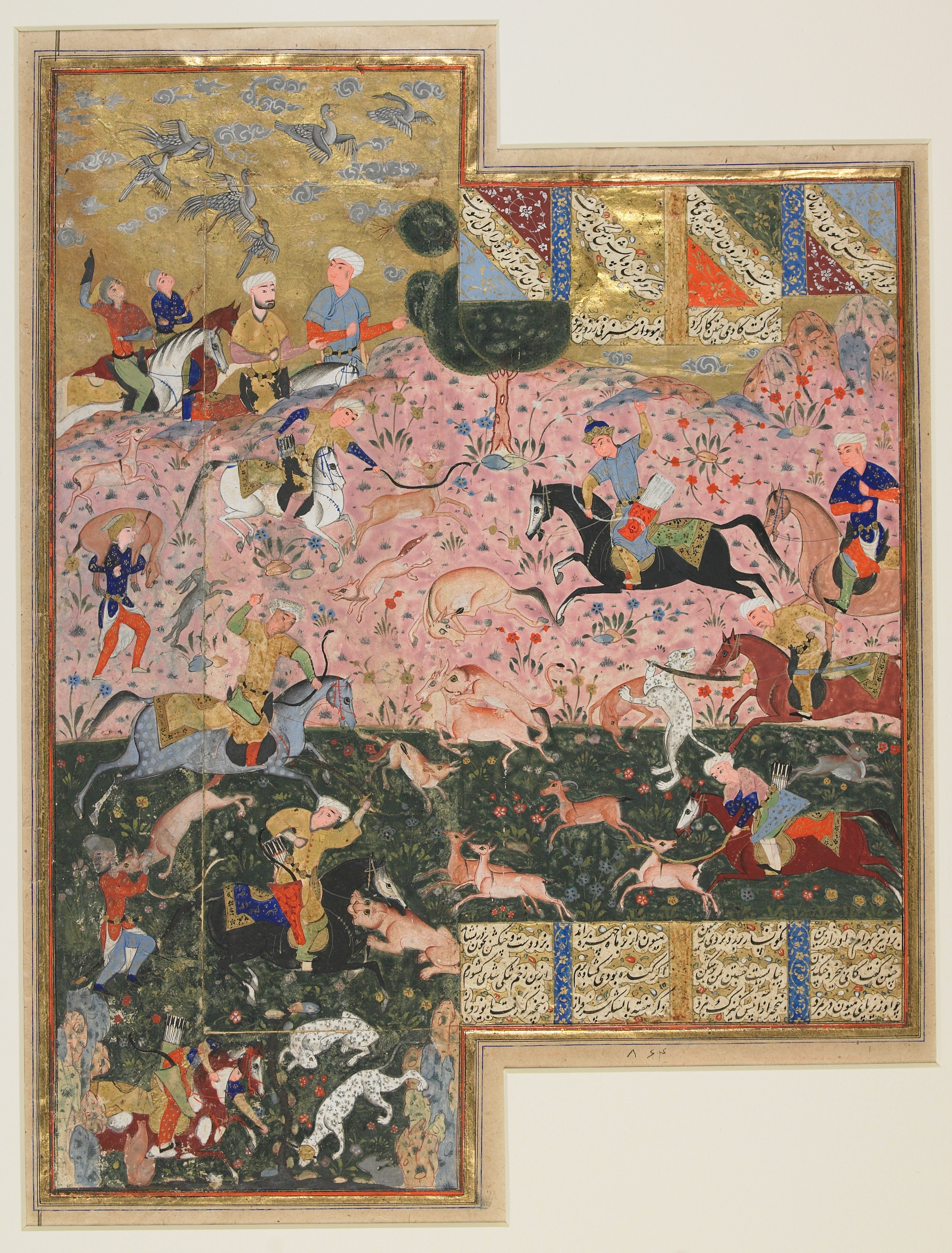
ニザーミー・ギャンジャヴィーの『七王妃物語』
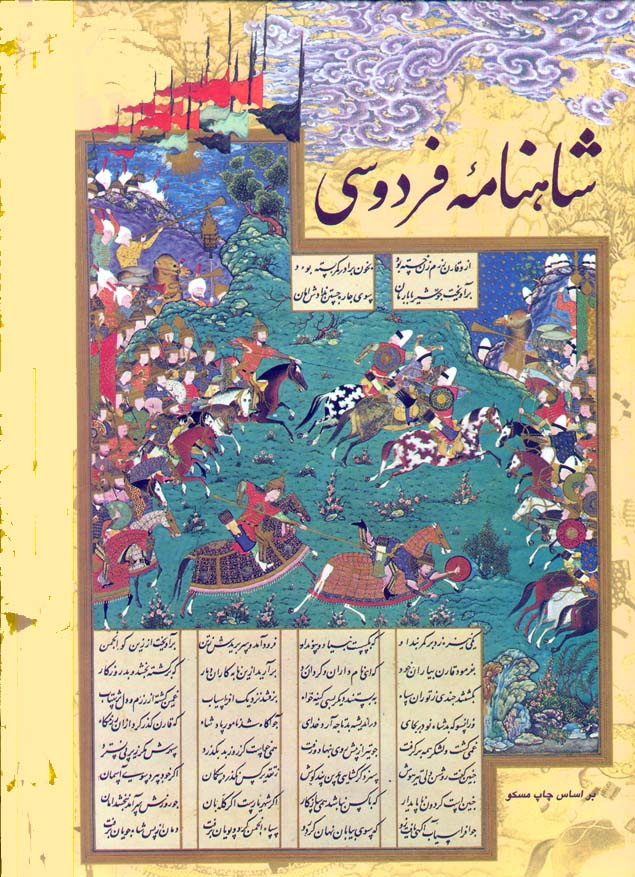
『シャーナーメ』（サファヴィー朝）
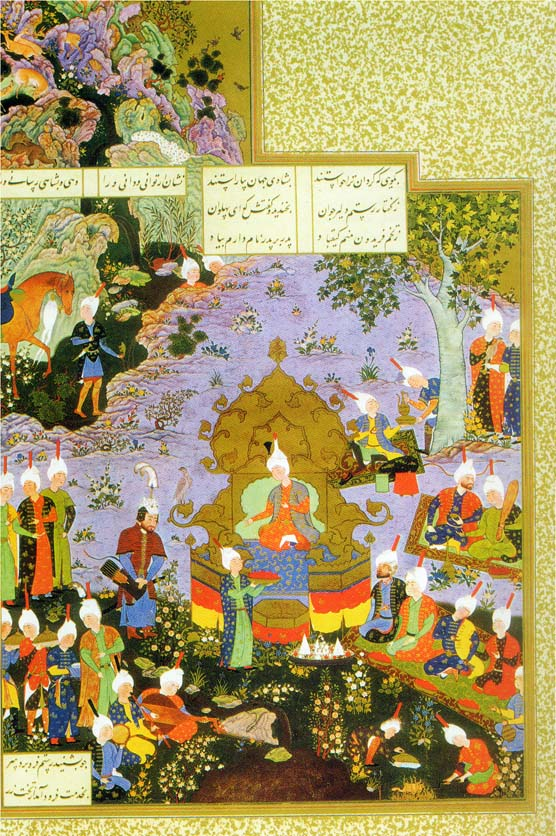
『シャーナーメ』（サファヴィー朝）
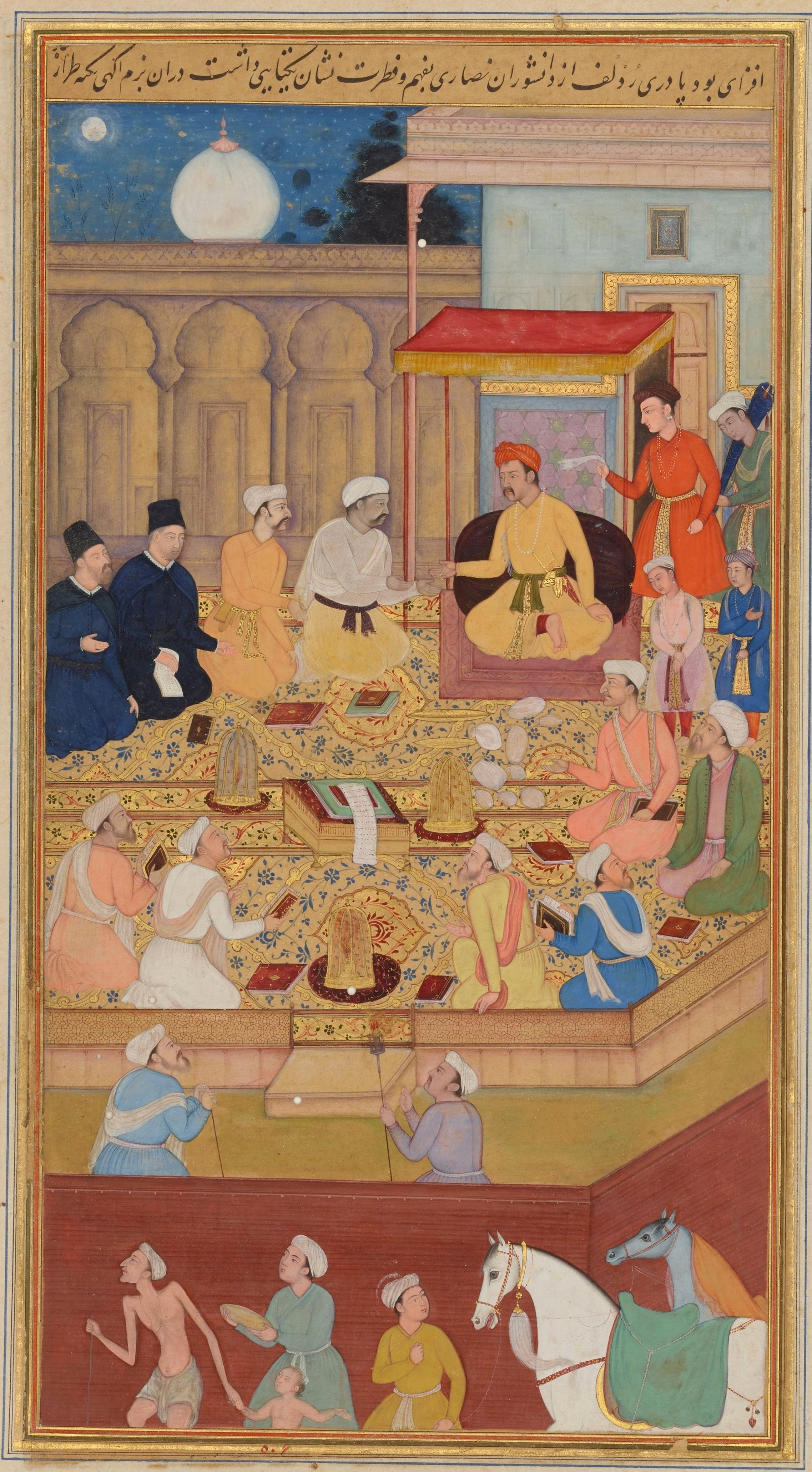
『アクバル・ナーマ』（ムガル朝）
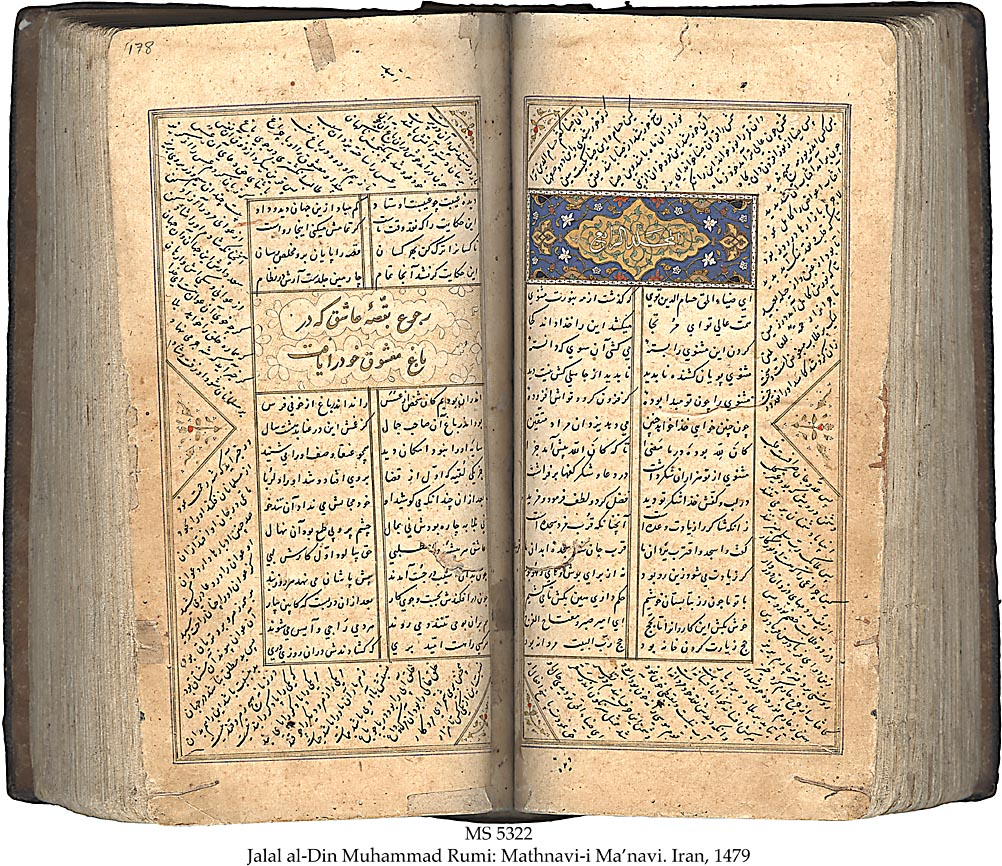
ジャラール・ウッディーン・ルーミーの『精神的マスナヴィー』（1479年書写）
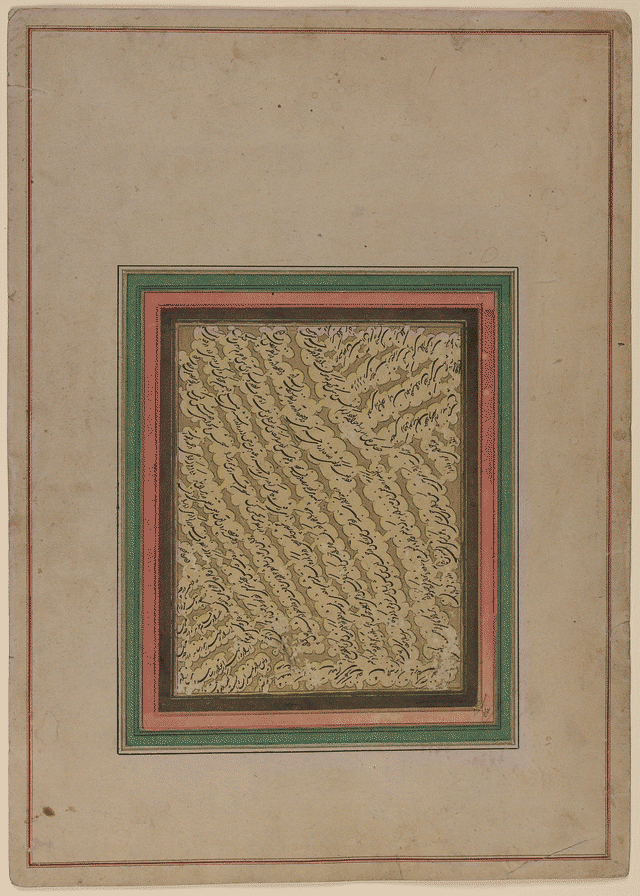
シャキャステ・ナスタアリーク体
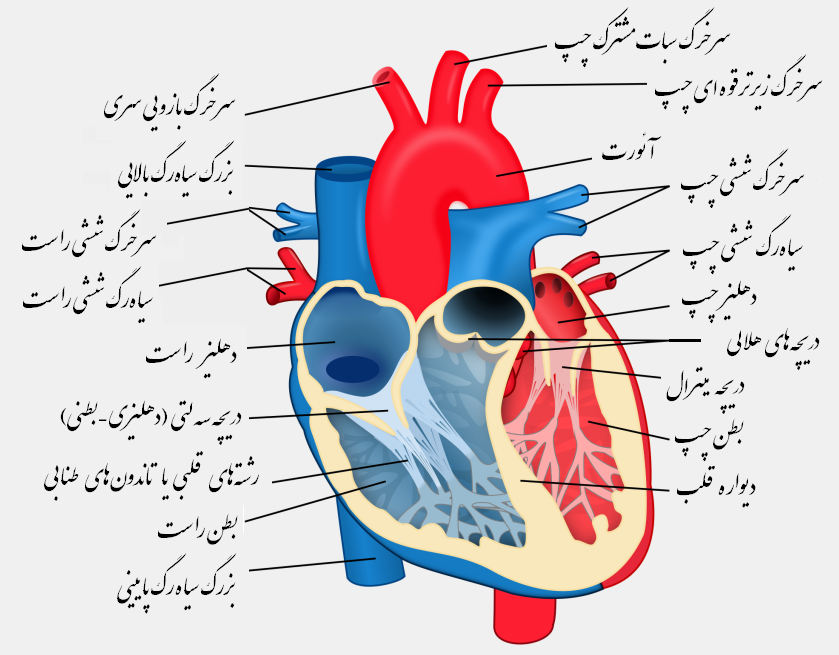
ペルシア語でNastaʿLIQスクリプトの心臓の図
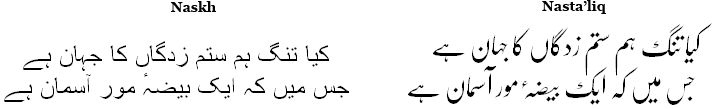
ナスフ体とナスターリーグ体の対照（ウルドゥー語）